# (10947) Kaiserstuhl
(10947) Kaiserstuhl (2061 P-L) – planetoida z pasa głównego asteroid okrążająca Słońce w ciągu 3,64 lat w średniej odległości 2,37 j.a. Odkryta 24 września 1960 roku.